# Villa Valmarana (Vigardolo)
| Imagem: Cidade de Vicenza e Villas de Palladio no Véneto | A Villa Valmarana (Vigardolo) está incluída no sítio "Cidade de Vicenza e Villas de Palladio no Véneto", Património Mundial da UNESCO. |  |

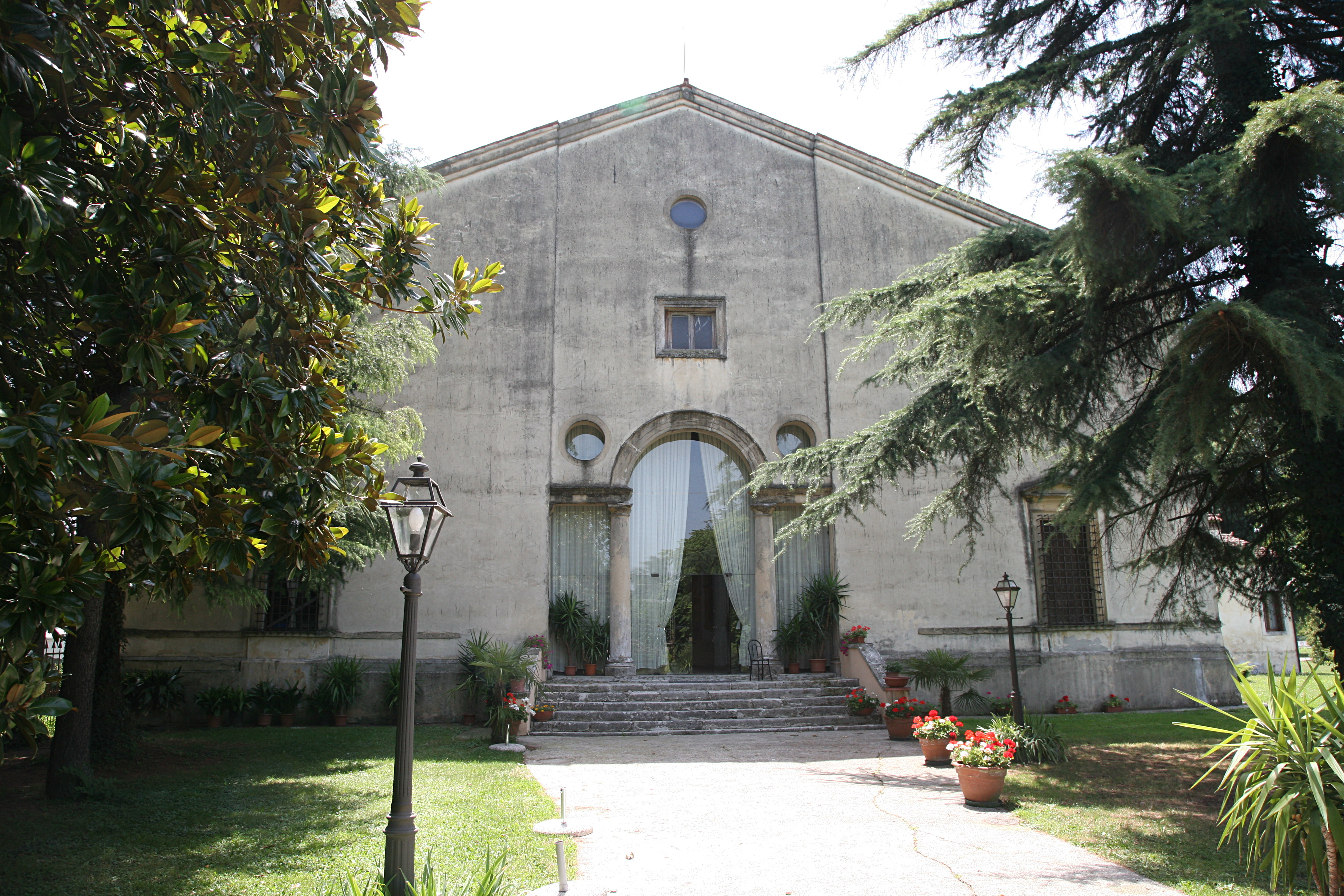
Fachada da Villa Valmarana.

A Villa Valmarana, também conhecida como Villa Valmarana Bressan, é uma villa italiana do Véneto, situada em Vigardolo, uma fracção comunal de Monticello Conte Otto, Província de Vicenza. Foi uma das primeiras obras autónomas de Andrea Palladio, projectada pelo arquitecto em 1542.
A villa está classificado, desde 1996, como Património Mundial da Humanidade pela UNESCO, juntamente com as outras villas palladianas do Véneto.

## História e arquitectura

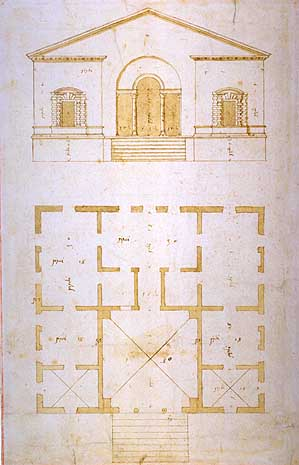
Projecto autografado de Palladio (Londres, RIBA XVII/2r).

A Villa Valmarana é atribuido a Palladio com base num desenho do edifício que é indubitavelmente do grande arquitecto. A villa foi projectada em 1542 e a construção realizou-se na década de 1540.
A villa, de pequenas dimensões, foi encomendada por dois primos da família Valmarana, Giuseppe e Antonio, para as terras herdadas em comum em Vigardolo, poucos quilómetros a norte de Vicenza. A necessidade de alojar no mesmo edifício dois núcelos familiares poderá explicar a particular disposição das salas, organizadas em dois apartamentos autónomos e simétricos, acessíveis pelo salão posterior, existente no lugar da loggia frontal, comum aos dois primos.
A data bastante precoce coloca o projecto para a Villa Valmarana entre as primeiras provas autónomas do arquitecto, testemunhado por um rico grupo de desenhos autografados, um dos quais (RIBA XVII/2r) é com toda a certeza o projecto preparatório para o edifício. As diferenças entre o desenho e o edifício realizado podem explicar-se pelas dificuldades encontradas durante a construção: na villa faltam o alto pódio onde dispor os ambientes de serviço semi-enterrados (irrealizável pela presença de numerosos cursos de água) e o frontão interrompido, enquanto aparec um mezzanino; o tecto da loggia é plano em vez de abobadado. Fragmentos de decoração mural testemunham que a villa era na origem completamente afrescada.
Trata-se em definitivo dum projecto de transição, no qual encontramos, todavia, pela primeira vez completamente formulados os traços caracterizantes da linguagem palladiana. Na villa estão presentes, de facto, elementos próprios da tradição construtiva vicentina, como a disposição das salas, que segue a da Villa Trissino em Cricoli, e, em particular, a das salas laterais ligadas por precisos relacionamentos proporcionais (2:3:5 - precisamente 12,18 e 30 pés vicentini).
Ao lado delas, porém, convivem as sugestões formais derivadas das grandes estruturas termais antigas, conhecidas directamente por Palladio na sua primeira viagem a Roma, em 1541, bem reconhecível na loggia, na estrutura abobadada das salas e na serliana utilizada como filtro em direcção ao ambiente externo.

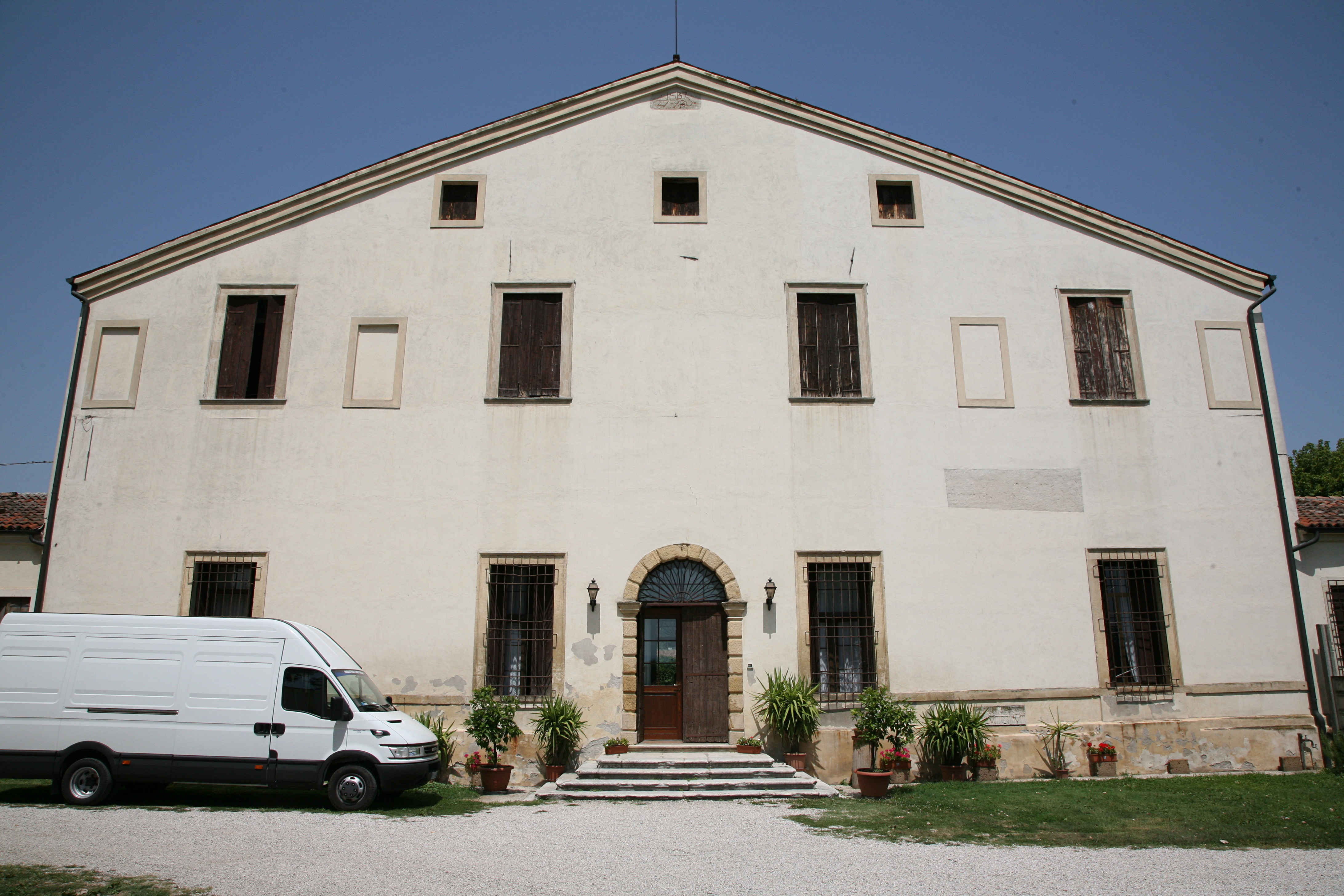
Fachada traseira
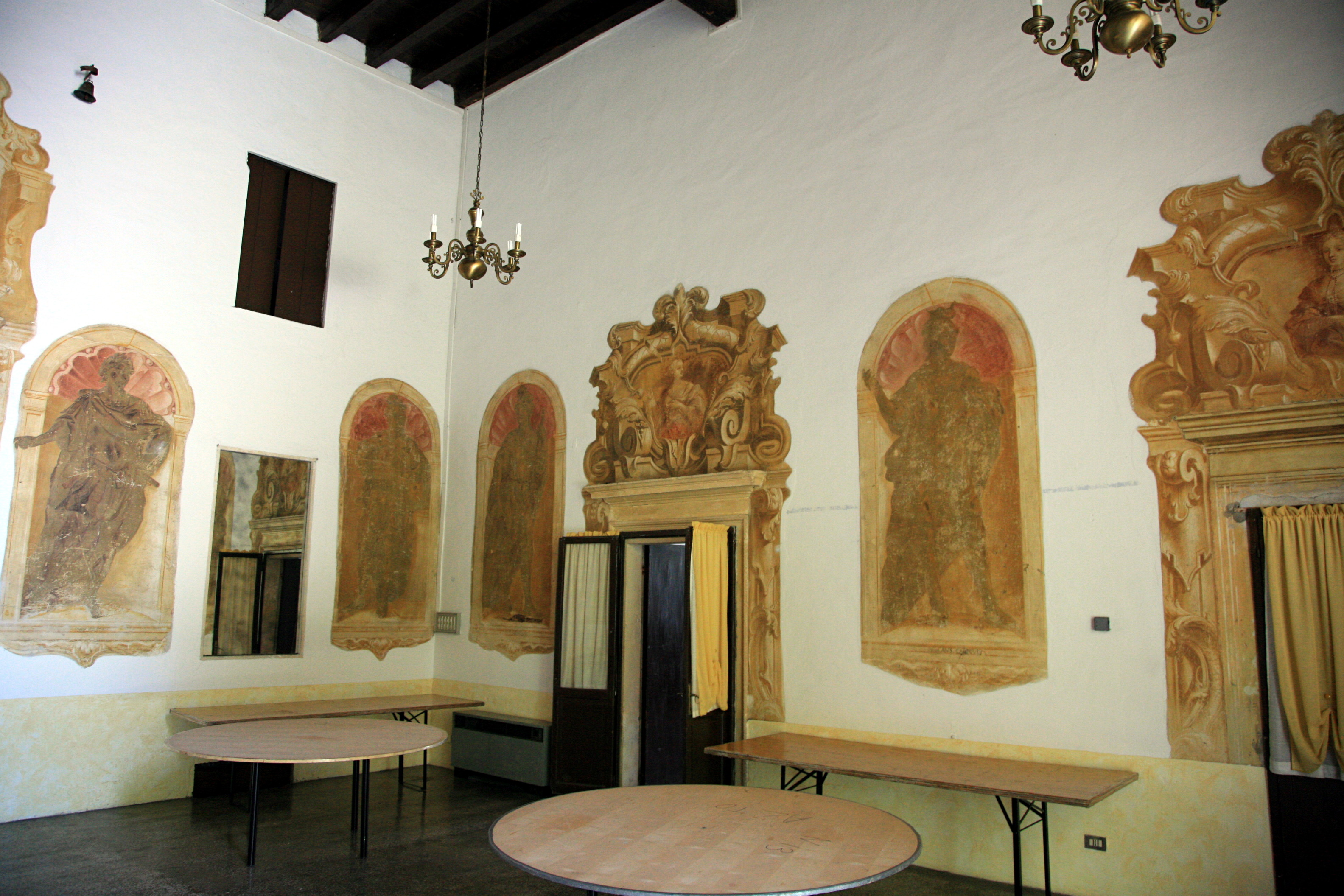
Interiores afrescados
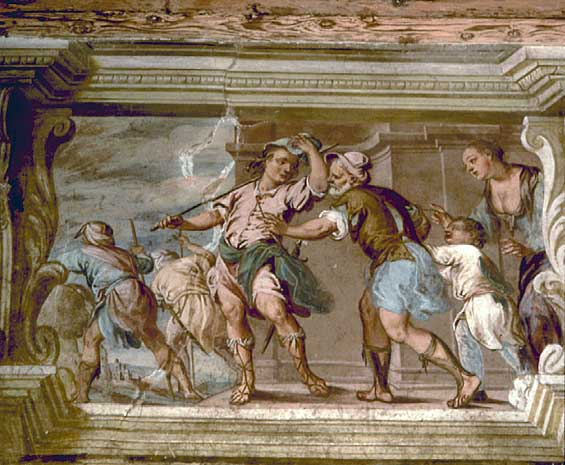
Afresco na sala central (foto do Archivio CISA)